# 145-я улица (линия Бродвея и Седьмой авеню, Ай-ар-ти)
|   |   |   |   |   |
| · | · | · | · | · |

|   |   |   |   |   |
| · | · | · | · | · |

«145-я улица» (англ. 145th Street) — станция Нью-Йоркского метрополитена, расположенная на линии Бродвея и Седьмой авеню, Ай-ар-ти.  На станции останавливается маршрут 1 (круглосуточно). Она представлена двумя боковыми платформами, обслуживающими два локальных пути.
Станция была открыта 27 октября 1904 года в составе первой очереди сети Interborough Rapid Transit Company (IRT). В это время поезда ходили от данной станции до City Hall. Эта станция конечная точка для экспресс-пути, который на сегодняшний день почти не используется.
Между этой станцией и 137th Street — City College, расположено подземное депо с пятью путями.
- Именная мозаика
- Картуш с числом "145"
- Вход на станцию